# Margaret Illington
Margaret Illington, née Maude Light, le 23 juillet 1879 à Bloomington (Illinois) aux États-Unis, est une actrice américaine du cinéma muet et de théâtre. Elle meurt le 11 mars 1934 à Miami Beach aux États-Unis. Après sa carrière au cinéma et au théâtre elle se retire auprès de son deuxième mari, Edward Bowes (en), qu'elle épouse en 1910.

## Biographie
Elle est la fille de I.H. Light et de Mary Ellen. Elle fait ses études à l'université Wesleyan de l'Illinois, puis pendant deux ans à l'école dramatique de Conway à Chicago.

## Filmographie
La filmographie de Margaret Illington, comprend les films suivants :
- 1917 : The Inner Shrine[5] de Frank Reicher
- 1917 : Sacrifice[6]

## Théâtre
Margaret Illington a joué à Broadway, dans les pièces de théâtre suivantes :
- 1919 : A Good Bad Woman
- 1917 : The Gay Lord Quex
- 1916 : Our Little Wife
- 1914-1915 : The Lie
- 1911-1912 : Kindling
- 1907-1908 : The Thief
- 1907 : His House in Order
- 1905 : A Maker of Men
- 1905 : In the Eyes of the World
- 1905 : Mrs. Leffingwell's Boots
- 1904-1905 : A Wife Without a Smile
- 1904 : Yvette
- 1904 : Les Deux Orphelines
- 1903 : A Japanese Nightingale
- 1902 : Notre Dame
- 1902 : Frocks and Frills

## Source de la traduction
- (en) Cet article est partiellement ou en totalité issu de l’article de Wikipédia en anglais intitulé « Margaret Illington » (voir la liste des auteurs).